# Copa Mundial de Hockey Masculino de 2023
La XV Copa Mundial de Hockey Masculino se celebró en Bhubaneswar y Rourkela (India) entre el 13 y el 29 de enero de 2023 bajo la organización de la Federación Internacional de Hockey (FIH) y la Federación India de Hockey.
Compitieron en el campeonato 16 selecciones nacionales afiliadas a la FIH por el título mundial, cuyo anterior portador era el equipo de Bélgica, ganador del Mundial de 2018.
El equipo de Alemania conquistó su tercer título mundial al vencer en la final al equipo de Bélgica con un marcador de 3(5)-3(4). El conjunto de los Países Bajos ganó la medalla de bronce en el partido por el tercer puesto contra el equipo de Australia.

## Sedes
| Foto | Ciudad      | Instalación                                 | Capacidad |
| ---- | ----------- | ------------------------------------------- | --------- |
|      | Bhubaneswar | Estadio Kalinga                             | 15 000    |
|      | Rourkela    | Estadio Internacional de Hockey Birsa Munda |           |

## Clasificación
| Competición                     | Fecha                           | Sede                         | Plazas | Equipos clasificados                            |
| ------------------------------- | ------------------------------- | ---------------------------- | ------ | ----------------------------------------------- |
| País anfitrión                  | –                               | –                            | 1      | India                                           |
| Campeonato Europeo              | 4 – 12 de junio de 2021         | Amstelveen · ( Países Bajos) | 5      | Países Bajos Alemania Bélgica Inglaterra España |
| Torneo europeo de clasificación | 21 – 24 de octubre de 2021      | Cardiff ( Gales)             | 2      | Francia Gales                                   |
| Campeonato Africano             | 17 – 23 de enero de 2022        | Acra ( Ghana)                | 1      | Sudáfrica                                       |
| Copa Panamericana               | 20 – 30 de enero de 2022        | Santiago · ( Chile)          | 2      | Argentina Chile                                 |
| Campeonato Asiático             | 23 de mayo – 1 de junio de 2022 | Yakarta ( Indonesia)         | 3      | Corea del Sur Malasia Japón                     |
| Oceanía                         | –                               | –                            | 2      | Australia Nueva Zelanda                         |
| TOTAL                           |                                 |                              | 16     | 16                                              |

## Árbitros
18 árbitros fueron elegidos para este campeonato.
| País       | Árbitro              |
| ---------- | -------------------- |
| Alemania   | Ben Göntgen          |
| Alemania   | Christian Blasch     |
| Argentina  | Germán Montes de Oca |
| Australia  | Steve Rodgers        |
| Escocia    | Martin Madden        |
| India      | Raghu Prasad         |
| India      | Javed Shaikh         |
| Inglaterra | Dan Barstow          |
| Malasia    | Rawi Anbananthan     |

| País            | Árbitro           |
| --------------- | ----------------- |
| Malasia         | Eric Koh          |
| Nueva Zelanda   | Gareth Greenfield |
| Nueva Zelanda   | David Tomlinson   |
| Países Bajos    | Coen van Bunge    |
| Polonia         | Marcin Grochal    |
| República Checa | Jakub Mejzlík     |
| Singapur        | Lim Hong Zhen     |
| Sudáfrica       | Sean Rapaport     |
| Uruguay         | Federico García   |

## Grupos
| Grupo A   | Grupo B       | Grupo C       | Grupo D    |
| --------- | ------------- | ------------- | ---------- |
| Australia | Bélgica       | Países Bajos  | India      |
| Argentina | Alemania      | Nueva Zelanda | Inglaterra |
| Francia   | Corea del Sur | Malasia       | España     |
| Sudáfrica | Japón         | Chile         | Gales      |

## Primera fase
- Todos los partidos en la hora local de la India (UTC+5:30).

El primero de cada grupo clasifica directamente para los cuartos de final, el segundo y tercero disputan primero una clasificación para los cuartos de final.

### Grupo A
| Equipo    | J | G | E | P | GF | GC | DG  | PTS |
| --------- | - | - | - | - | -- | -- | --- | --- |
| Australia | 3 | 2 | 1 | 0 | 20 | 5  | +15 | 7   |
| Argentina | 3 | 1 | 2 | 0 | 9  | 8  | +1  | 5   |
| Francia   | 3 | 1 | 1 | 1 | 7  | 14 | -7  | 4   |
| Sudáfrica | 3 | 0 | 0 | 3 | 3  | 12 | -9  | 0   |

- Resultados

| Fecha | Hora  | Partido   | Partido | Partido   | Resultado |
| ----- | ----- | --------- | ------- | --------- | --------- |
| 13.01 | 13:00 | Argentina | -       | Sudáfrica | 1-0       |
| 13.01 | 15:00 | Australia | -       | Francia   | 8-0       |
| 16.01 | 17:00 | Francia   | -       | Sudáfrica | 2-1       |
| 16.01 | 19:00 | Argentina | -       | Australia | 3-3       |
| 20.01 | 13:00 | Australia | -       | Sudáfrica | 9-2       |
| 20.01 | 15:00 | Francia   | -       | Argentina | 5-5       |

### Grupo B
| Equipo        | J | G | E | P | GF | GC | DG  | PTS |
| ------------- | - | - | - | - | -- | -- | --- | --- |
| Bélgica       | 3 | 2 | 1 | 0 | 14 | 3  | +11 | 7   |
| Alemania      | 3 | 2 | 1 | 0 | 12 | 4  | +8  | 7   |
| Corea del Sur | 3 | 1 | 0 | 2 | 4  | 13 | -9  | 3   |
| Japón         | 3 | 0 | 0 | 3 | 2  | 12 | -10 | 0   |

- Resultados

| Fecha | Hora  | Partido       | Partido | Partido       | Resultado |
| ----- | ----- | ------------- | ------- | ------------- | --------- |
| 14.01 | 17:00 | Bélgica       | -       | Corea del Sur | 5-0       |
| 14.01 | 19:00 | Alemania      | -       | Japón         | 3-0       |
| 17.01 | 17:00 | Corea del Sur | -       | Japón         | 2-1       |
| 17.01 | 19:00 | Alemania      | -       | Bélgica       | 2-2       |
| 20.01 | 17:00 | Bélgica       | -       | Japón         | 7-1       |
| 20.01 | 19:00 | Corea del Sur | -       | Alemania      | 2-7       |

### Grupo C
| Equipo        | J | G | E | P | GF | GC | DG  | PTS |
| ------------- | - | - | - | - | -- | -- | --- | --- |
| Países Bajos  | 3 | 3 | 0 | 0 | 22 | 0  | +22 | 9   |
| Malasia       | 3 | 2 | 0 | 1 | 6  | 8  | -2  | 6   |
| Nueva Zelanda | 3 | 1 | 0 | 2 | 5  | 8  | -3  | 3   |
| Chile         | 3 | 0 | 0 | 3 | 3  | 20 | -17 | 0   |

- Resultados

| Fecha | Hora  | Partido       | Partido | Partido       | Resultado |
| ----- | ----- | ------------- | ------- | ------------- | --------- |
| 14.01 | 13:00 | Nueva Zelanda | -       | Chile         | 3-1       |
| 14.01 | 15:00 | Países Bajos  | -       | Malasia       | 4-0       |
| 16.01 | 13:00 | Malasia       | -       | Chile         | 3-2       |
| 16.01 | 15:00 | Nueva Zelanda | -       | Países Bajos  | 0-4       |
| 19.01 | 13:00 | Malasia       | -       | Nueva Zelanda | 3-2       |
| 19.01 | 15:00 | Países Bajos  | -       | Chile         | 14-0      |

### Grupo D
| Equipo     | J | G | E | P | GF | GC | DG  | PTS |
| ---------- | - | - | - | - | -- | -- | --- | --- |
| Inglaterra | 3 | 2 | 1 | 0 | 9  | 0  | +9  | 7   |
| India      | 3 | 2 | 1 | 0 | 6  | 2  | +4  | 7   |
| España     | 3 | 1 | 0 | 2 | 5  | 7  | -2  | 3   |
| Gales      | 3 | 0 | 0 | 3 | 3  | 14 | -11 | 0   |

- Resultados

| Fecha | Hora  | Partido    | Partido | Partido    | Resultado |
| ----- | ----- | ---------- | ------- | ---------- | --------- |
| 13.01 | 17:00 | Inglaterra | -       | Gales      | 5-0       |
| 13.01 | 19:00 | India      | -       | España     | 2-0       |
| 15.01 | 17:00 | España     | -       | Gales      | 5-1       |
| 15.01 | 19:00 | Inglaterra | -       | India      | 0-0       |
| 19.01 | 17:00 | España     | -       | Inglaterra | 0-4       |
| 19.01 | 19:00 | India      | -       | Gales      | 4-2       |

## Fase final
- Todos los partidos en la hora local de la Indial (UTC+5:30).

|  | Clasif. a cuartos | Clasif. a cuartos |           |              | Cuartos de final | Cuartos de final |           |              | Semifinales  | Semifinales |  |  | Final       | Final       |
|  | 22 y 23 de enero  | 22 y 23 de enero  |           |              | 24 y 25 de enero | 24 y 25 de enero |           |              | 27 de enero  | 27 de enero |  |  | 29 de enero | 29 de enero |
|  |                   |                   |           |              |                  |                  |           |              |              |             |  |  |             |             |
|  |                   |                   |           |              |                  |                  |           |              |              |             |  |  |             |             |
|  |                   |                   |           |              |                  |                  |           |              |              |             |  |  |             |             |
|  | Australia         | 4                 |           |              |                  |                  |           |              |              |             |  |  |             |             |
|  | Australia         | 4                 | Malasia   | 2(3)         |                  |                  |           |              |              |             |  |  |             |             |
|  |                   | España            | Malasia   | 2(3)         | 3                |                  |           |              |              |             |  |  |             |             |
|  | España P          | España            | 2(4)      |              | 3                | Australia        | 3         |              |              |             |  |  |             |             |
|  | España P          |                   | 2(4)      |              |                  | Australia        | 3         |              |              |             |  |  |             |             |
|  |                   |                   |           | Alemania     | 4                |                  |           |              |              |             |  |  |             |             |
|  | Inglaterra        | 2(3)              |           | Alemania     | 4                |                  |           |              |              |             |  |  |             |             |
|  | Inglaterra        | 2(3)              | Alemania  | 5            |                  |                  |           |              |              |             |  |  |             |             |
|  |                   | Alemania P        | Alemania  | 5            | 2(4)             |                  |           |              |              |             |  |  |             |             |
|  | Francia           | Alemania P        | 1         |              | 2(4)             | Alemania P       | 3(5)      |              |              |             |  |  |             |             |
|  | Francia           |                   | 1         |              |                  | Alemania P       | 3(5)      |              |              |             |  |  |             |             |
|  |                   |                   |           | Bélgica      | 3(4)             |                  |           |              |              |             |  |  |             |             |
|  | Bélgica           | 2                 |           | Bélgica      | 3(4)             |                  |           |              |              |             |  |  |             |             |
|  | Bélgica           | 2                 | India     | 3(4)         |                  |                  |           |              |              |             |  |  |             |             |
|  |                   | Nueva Zelanda     | India     | 3(4)         | 0                |                  |           |              |              |             |  |  |             |             |
|  | Nueva Zelanda P   | Nueva Zelanda     | 3(5)      |              | 0                | Bélgica P        | 2(3)      | Tercer lugar | Tercer lugar |             |  |  |             |             |
|  | Nueva Zelanda P   |                   | 3(5)      |              |                  | Bélgica P        | 2(3)      | Tercer lugar | Tercer lugar |             |  |  |             |             |
|  |                   |                   |           | Países Bajos | 2(2)             |                  |           |              |              |             |  |  |             |             |
|  | Países Bajos      | 5                 |           | Países Bajos | 2(2)             |                  |           |              |              |             |  |  |             |             |
|  | Países Bajos      | 5                 | Argentina | 5(2)         |                  |                  | Australia | 1            |              |             |  |  |             |             |
|  |                   | Corea del Sur     | Argentina | 5(2)         | 1                |                  | Australia | 1            |              |             |  |  |             |             |
|  | Corea del Sur P   | Corea del Sur     | 5(3)      |              | 1                | Países Bajos     | 3         |              |              |             |  |  |             |             |
|  | Corea del Sur P   |                   | 5(3)      |              |                  | Países Bajos     | 3         |              |              |             |  |  |             |             |

### Clasificación a cuartos de final
| Fecha | Hora  | Partido   | Partido | Partido       | Resultado   |
| ----- | ----- | --------- | ------- | ------------- | ----------- |
| 22.01 | 16:30 | Malasia   | -       | España        | 2-2 (3-4) P |
| 22.01 | 19:00 | India     | -       | Nueva Zelanda | 3-3 (4-5) P |
| 23.01 | 16:30 | Alemania  | -       | Francia       | 5-1         |
| 23.01 | 19:00 | Argentina | -       | Corea del Sur | 5-5 (2-3) P |

### Cuartos de final
| Fecha | Hora  | Partido      | Partido | Partido       | Resultado   |
| ----- | ----- | ------------ | ------- | ------------- | ----------- |
| 24.01 | 16:30 | Australia    | -       | España        | 4-3         |
| 24.01 | 19:00 | Bélgica      | -       | Nueva Zelanda | 2-0         |
| 25.01 | 16:30 | Inglaterra   | -       | Alemania      | 2-2 (3-4) P |
| 25.01 | 19:00 | Países Bajos | -       | Corea del Sur | 5-1         |

### Semifinales
| Fecha | Hora  | Partido   | Partido | Partido      | Resultado   |
| ----- | ----- | --------- | ------- | ------------ | ----------- |
| 27.01 | 16:30 | Australia | -       | Alemania     | 3-4         |
| 27.01 | 19:00 | Bélgica   | -       | Países Bajos | 2-2 (3-2) P |

### Tercer lugar
| Fecha | Hora  | Partido   | Partido | Partido      | Resultado |
| ----- | ----- | --------- | ------- | ------------ | --------- |
| 29.01 | 16:30 | Australia | -       | Países Bajos | 1-3       |

### Final
| Fecha | Hora  | Partido  | Partido | Partido | Resultado   |
| ----- | ----- | -------- | ------- | ------- | ----------- |
| 29.01 | 19:00 | Alemania | -       | Bélgica | 3-3 (5-4) P |

## Medallistas
| Alemania | Bélgica | Países Bajos |
| Niklas Bosserhoff Jean-Paul Danneberg Mats Grambusch Tom Grambusch Teo Hinrichs Paul-Philipp Kaufmann Moritz Ludwig Marco Miltkau Hannes Müller Mathias Müller Timur Oruz Gonzalo Peillat Thies Prinz Christopher Rühr Alexander Stadler Moritz Trompertz Justus Weigand Niklas Wellen Lukas Windfeder Martin Zwicker | Gauthier Boccard Tom Boon Cédric Charlier Tanguy Cosyns Nicolas De Kerpel Arthur De Sloover Félix Denayer Sébastien Dockier John-John Dohmen Simon Gougnard Alexander Hendrickx Antoine Kina Loïck Luypaert Thibeau Stockbroekx Florent Van Aubel Arthur Van Doren Loic Van Doren Maxime Van Oost Vincent Vanasch Victor Wegnez | Seve van Ass Lars Balk Teun Beins Koen Bijen Pirmin Blaak Justen Blok Jasper Brinkman Thierry Brinkman Jorrit Croon Thijs van Dam Jonas de Geus Steijn van Heijningen Tjep Hoedemakers Jip Janssen Terrance Pieters Tijmen Reyenga Derck de Vilder Maurits Visser Dennis Warmerdam Floris Wortelboer |
| André Henning (seleccionador) | Michel van den Heuvel (seleccionador) | Jeroen Delmee (seleccionador) |

## Estadísticas

### Clasificación general
| 1. Alemania      |
| 2. Bélgica       |
| 3. Países Bajos  |
| 4. Australia     |
| 5. Inglaterra    |
| 6. España        |
| 7. Nueva Zelanda |
| 8. Corea del Sur |
| 9. Argentina     |
| 9. India         |
| 11. Gales        |
| 11. Sudáfrica    |
| 13. Francia      |
| 13. Malasia      |
| 15. Chile        |
| 15. Japón        |

### Máximos goleadores
| Núm. | Nombre              | Selección    | Goles |
| ---- | ------------------- | ------------ | ----- |
| 1    | Jeremy Hayward      | Australia    | 9     |
| 2    | Tom Boon            | Bélgica      | 8     |
| 2    | Victor Charlet      | Francia      | 8     |
| 2    | Jip Janssen         | Países Bajos | 8     |
| 5    | Niklas Wellen       | Alemania     | 7     |
| 5    | Thierry Brinkman    | Países Bajos | 7     |
| 7    | Gonzalo Peillat     | Alemania     | 6     |
| 7    | Maico Casella       | Argentina    | 6     |
| 7    | Nicolás Della Torre | Argentina    | 6     |
| 7    | Blake Govers        | Australia    | 6     |

Fuente: 

### Premios
- Mejor jugador del campeonato —MVP—: Niklas Wellen ( Alemania).

| Posición  | Nombre          | País      |
| --------- | --------------- | --------- |
| Portero   | Vincent Vanasch | Bélgica   |
| Defensor  | Jeremy Hayward  | Australia |
| Central   | Victor Wegnez   | Bélgica   |
| Delantero | Niklas Wellen   | Alemania  |

Fuente: 